# Frans Seda
Frans Seda (né Franciscus Xaverius Seda) était un homme politique indonésien qui occupa plusieurs postes de ministre notamment ministre des Plantations dans le cabinet du président Sukarno en 1963, poste qu'il n'a occupé que jusqu'en 1964.

## Biographie
Frans Seda est issu d'une famille catholique et devient président du Parti catholique de 1961 à 1968 puis conseiller du Parti démocratique indonésien de lutte.
Il est aussi ambassadeur en Belgique et auprès de l'Union européenne.
Il meurt le 31 décembre 2009

## Postérité
Une fondation et un aéroport (Frans Xavier Seda Airport (en)) portent son nom.